# Heron Island
Heron Island är en ö i Australien. Den ligger i kommunen Gladstone och delstaten Queensland, omkring 460 kilometer norr om delstatshuvudstaden Brisbane. Arean är 0,21 kvadratkilometer.
Ön ligger på revet Heron Island Reef. Den ligger i Capricorn Group. Den sträcker sig 0,5 kilometer i nord-sydlig riktning, och 0,8 kilometer i öst-västlig riktning.